# Steuerbezirk Dürnstein
Der Steuerbezirk Dürnstein war in der ersten Hälfte des 19. Jahrhunderts einer der 89 Bezirke der Provinz Kärnten und grenzte an die  Steiermark. Er umfasste die Steuergemeinden St. Salvator und Zeltschach mit einer Gesamtfläche von 16546 Österreichischen Joch (etwa 95 km²). Im Jahr 1847 zählte der Bezirk 3076 Einwohner.
Der Name des Bezirks ließ zwar an das in der Nähe, auf steirischem Gebiet liegende Dürnstein in der Steiermark denken, doch befand sich der Verwaltungssitz des Bezirks in der Ortschaft St. Salvator.
Im Zuge der Reformen nach der Revolution von 1848/49 wurden die Steuerbezirke aufgelöst. Die bis dahin dem Steuerbezirk Grades zugehörigen Steuergemeinden wurden zu zwei politischen Gemeinden (Gemeinde St. Salvator, Gemeinde Zeltschach) organisiert und dem neuen politischen Bezirk Sankt Veit zugeteilt. Heute gehört der gesamte Bereich des ehemaligen Steuerbezirks Dürnstein zur Gemeinde Friesach.